# Carla's Dreams
Carla's Dreams è un gruppo musicale moldavo formatosi nel 2012.

## Storia del gruppo
Il gruppo si costituì nel gennaio 2012 a Chișinău ed è composto da un gruppo di compositori e cantautori del tutto anonimi, che producono musica in rumeno, inglese e russo. Il nome del gruppo è un riferimento alle opere dello scrittore inglese John le Carré. L'unico membro abbastanza conosciuto è il frontman del gruppo, che utilizza lo pseudonimo "Sergiu", che è anche il solista e colui che si esibisce dal vivo per conto della band, utilizzando maschera e travestimenti. 
Durante i concerti infatti, i membri del gruppo indossano felpe col cappuccio e occhiali da sole, e hanno i volti completamente truccati, per nascondere la loro identità. La prima canzone ufficiale del gruppo è stata Da-te-n chizda ma-tii (un insulto rumeno intraducibile). Nel 2013, Carla's Dreams lancia per la prima volta in Romania una canzone, insieme alla cantante rumena Inna, che si intitola P.O.H.U.I. (acronimo in rumeno di "Patologia Ostruttiva da Hooligan Uniforme Irradiato"), singolo che ha scalato la vetta delle classifiche.
A questa segue la canzone insieme a Loredana Lumea ta ("Il tuo mondo"), e altre due insieme a Delia: Cum ne noi ("Come noi") e Da mama ("Si mamma"). In questo contesto iniziano ad esibirsi in televisione, in particolare al programma Vocea României.
Dopo aver conquistato i fan moldavi e rumeni, la band tenta il successo anche in Russia nell'estate del 2016, lanciando la canzone Треугольники ("Triangoli"). Nello stesso anno esce il loro album NGOC, da cui è estratta la canzone Sub pielea mea ("Sotto la mia pelle") conosciuto anche come #Eroina, che ha raggiunto la prima posizione in classifica russa ed è stata pubblicizzata con una tournée in Romania e Russia.
Nel mese di settembre del 2016 Carla's Dreams vince il premio Media Music in sette categorie diverse, fra cui "miglior Band" e "canzone più ascoltata" con Te rog ("Ti prego"). Il 2017 vede la pubblicazione del secondo album Antiexemplu con singoli come Imperfect che hanno avuto successo.
Tra il 2016 e il 2018 Sergiu è stato membro della giuria del programma X-Factor diffuso sul canale Antena 1, mentre la band ha organizzato concerti in Canada, in Germania (Monaco e Colonia) e naturalmente in Romania. Nel 2018 partecipa alla XVIIIª edizione del "Cervo d'oro". Nello stesso anno portano avanti il progetto Nocturn, una serie di cortometraggi basati sulle loro canzoni girati di notte, poi evoluto in un album in studio.
Dal 2019 il frontman Sergiu è anche attivo nel mondo del doppiaggio, doppiando un personaggio nel film Frankenweenie. In seguito la band produce nuove canzoni di successo in collaborazione con Emaa, come N-aud ("Non sento") e Simplu și ușor ("Semplice e facile") che vinse una premiazione a The Artist Awards. Nel 2021 dirigono i programmi SuperStar România con Smiley e il reality show The Masked Singer România. Nel 2020 esce il singolo Secrete ("Segreti").
Al presente sono ancora attivi con singoli come Victima ("Vittima", brano speciale per il decimo anniversario del gruppo), Doar Tu ("Solo tu") e "ae".

## Identità
Il motivo per cui i membri del gruppo nascondono i loro volti dietro al trucco e agli occhiali da sole è argomento molto discusso da parte della stampa locale. Dopo le tante ipotesi che si sono create in Romania e in Moldavia nei primi quattro anni di vita della band, nel mese di settembre del 2016, la stampa russa ha pubblicato una serie di immagini con i quattro membri del gruppo, in cui questi ultimi non erano mascherati, fornendo nomi e informazioni personali su ognuno di loro.
Il gruppo ritiene che, non mostrando la loro identità, la loro musica venga apprezzata esclusivamente per le emozioni che essa trasmette. In un certo senso, non vogliono che venga attribuita alcuna importanza ai volti dei vari membri, né a tutto ciò che riguarda la loro vita privata.
Lo scopo è quello di lasciare una traccia nel mondo della musica, associata al solo nome dell'autore.

## Discografia

### Album in studio
- 2016 – Ngoc
- 2017 – Antiexemplu

### Singoli
- 2013 – Lumea ta (feat. Loredana)
- 2014 – Fie ce-o fi (con Dara, Inna e Antonia)
- 2015 – Te rog
- 2015 – Cum ne noi (feat. Delia)
- 2016 – Aripile
- 2016 – Acele
- 2016 – Unde
- 2016 – Treugol'niki
- 2016 – Imperfect
- 2016 – Sub pielea mea
- 2016 – Ne bucurăm în ciuda lor
- 2017 – Antiexemplu
- 2017 – Dragostea din plic
- 2017 – Anti CSD
- 2017 – Tu si eu (feat. Inna)
- 2017 – Până la sânge
- 2017 – Beretta
- 2017 – Frica
- 2017 – Formula apei
- 2017 – Inima (feat. Delia)
- 2017 – Animal de prada
- 2018 – 413
- 2018 – 17 ani
- 2018 – Pe umerii tai slabi
- 2018 – Poetic si murdar
- 2018 – Monomaniac
- 2018 – Lacrimi si pumni in pereti
- 2018 – Praf de stele
- 2018 – Ca benzina
- 2018 – Karma
- 2018 – Regina Goala
- 2018 – CRV
- 2018 – Luna
- 2019 – Itsova
- 2019 – Te-ascund in vise
- 2019 – Ne topim
- 2019 – Dependent (con Deliric)
- 2019 – Gust amar
- 2019 – Bambolina (con Killa Fonic)
- 2019 – Anxietate (feat. Antonia)
- 2019 – Baila conmigo (con Blacklist)
- 2019 – Seara de seara
- 2020 – Secrete
- 2020 – 3 inimi (con Irina Rimes)
- 2020 – Scara 2, etajul 7
- 2020 – Simplu și ușor
- 2021 – N-aud (con Emaa)
- 2021 – Aici (con Inna e Irina Rimes)
- 2022 – Victima
- 2022 – Înapoi
- 2022 – Doar tu
- 2022 – Adidașii gri
- 2023 – Din cauza ta (con Nicole Cherry)
- 2023 – Ae
- 2023 – Noaptea pe la 3 (con i Satoshi)
- 2023 – 100 - 0 sută de ani
- 2024 – Nu știi (con Blacklist)
- 2024 – Să fiu, să fim, să fii
- 2024 – Lalele